# Carneau (pigeon)
Pour les articles homonymes, voir Carneau.
Le carneau  est une race de pigeon domestique originaire du Nord de la France et du Sud de la Belgique, longuement sélectionnée pour fournir de la viande de pigeon,. C'est un pigeon dont l'ancêtre est le Columba livia. Cette race est connue pour sa grande taille et la finesse de sa chair. Le carneau blanc, sélectionné par les Américains, est utilisé aussi pour des expériences de conditionnement opérant.

## Origine
Le carneau est originaire du Nord de la France, spécialement du Nord-Pas-de-Calais (où il est souvent appelé cainiau ou carniau), et du Sud de la Belgique croisé avec le pigeon mondain et le pigeon biset.

## Description
Le carneau est un gros pigeon au corps mince et allongé pesant plus de 700 grammes de moyenne, même si le standard en exposition exige un poids entre 625 et 675 grammes ; il est fort prolifique. Son plumage est originellement de couleur marron-rouge, mais il existe aussi des variétés de couleur jaune (fauve), noire ou blanche (variété américaine industrielle et variété française pour l'ornement). Son bec est rose. Son œil a une pupille noire entourée d'un iris rouge orangé au contour rouge. Son cou est bien épais et supporte une petite tête ronde. Ses pattes sont rouges. Il s'élève bien en liberté et trouve sa nourriture seul.

## Standard
Poids :
- Mâle : 575-600g
- Femelle : 550g

Variétés : jaune uni, rouge uni, blanc uni ; jaune à épaulettes, rouge à épaulettes ; jaune à croupion blanc, rouge à croupion blanc ; jaune à épaulettes et croupion blancs, rouge à épaulettes et croupion blancs.

## Galerie

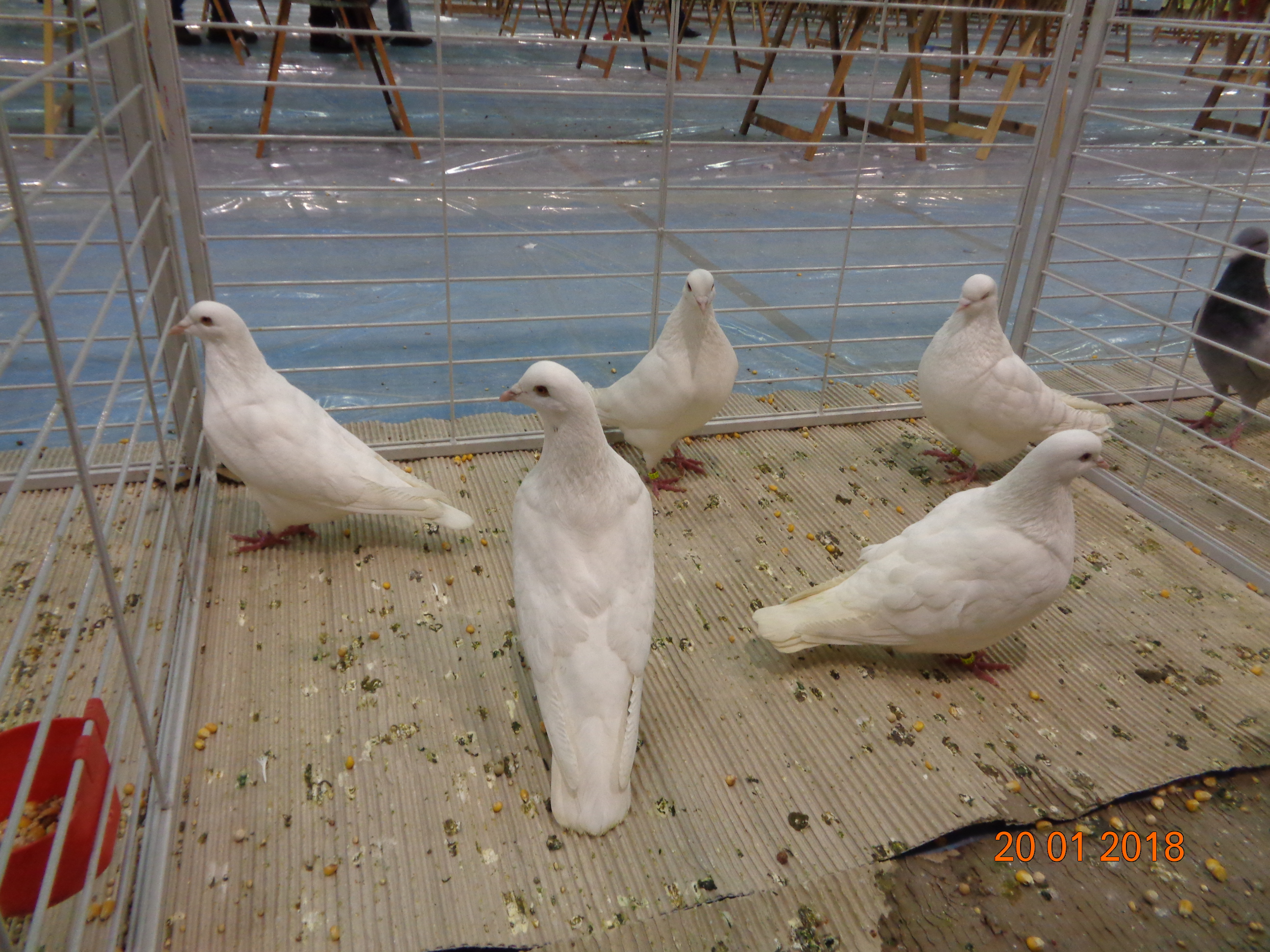
Pigeons carneaux blancs
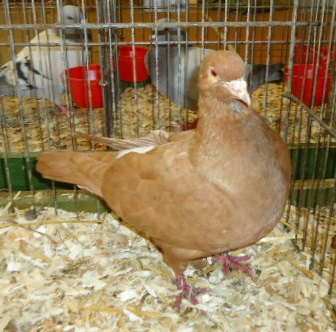
Carneau jaune à croupion blanc
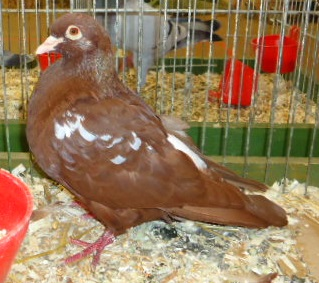
Carneau rouge à épaulettes et croupion blanc
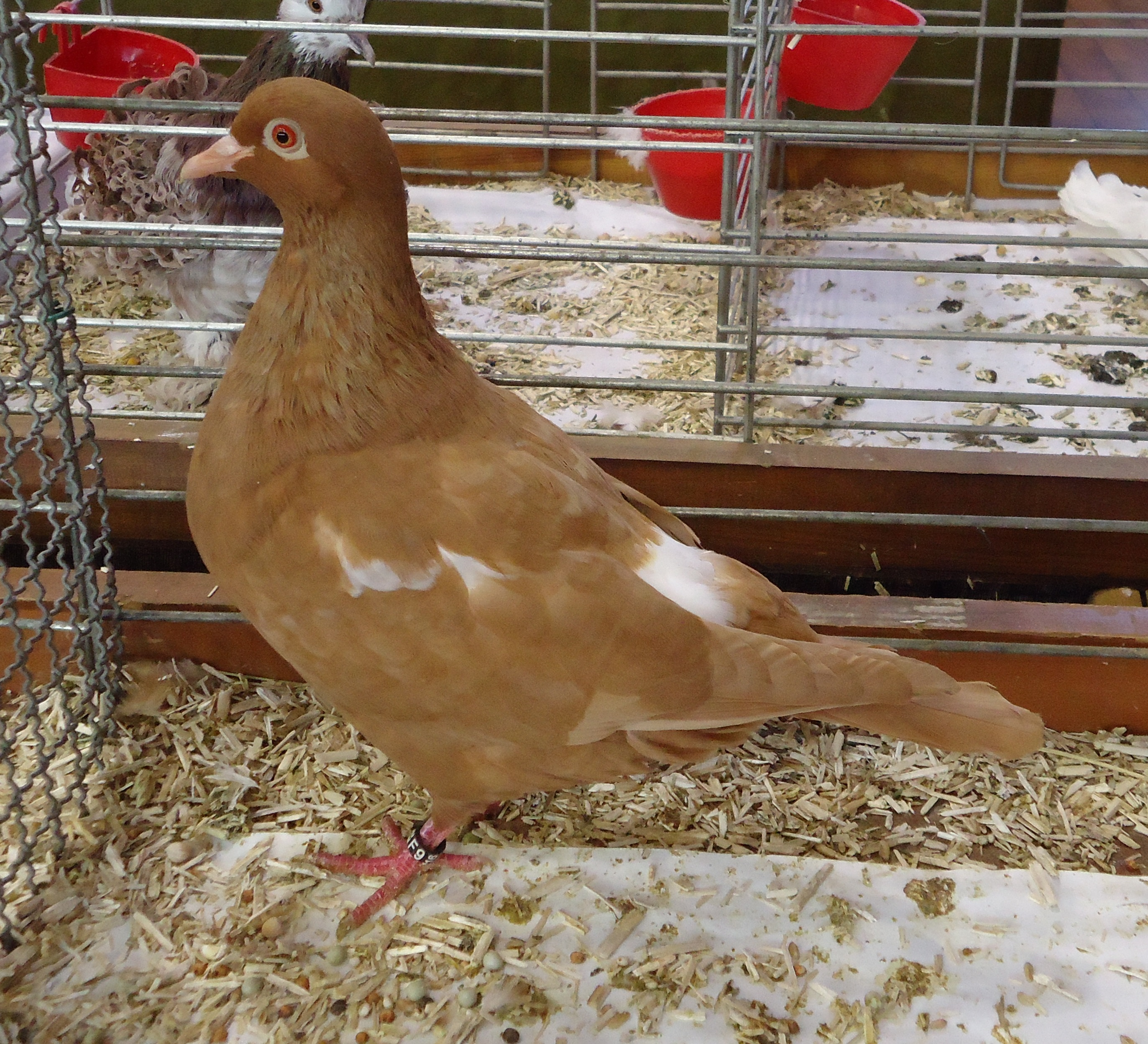
Carneau jaune à épaulettes et croupion blanc